# Hypomenitis hermana
Hypomenitis hermana är en fjärilsart som beskrevs av Richard Haensch 1903. Hypomenitis hermana ingår i släktet Hypomenitis och familjen praktfjärilar. Inga underarter finns listade i Catalogue of Life.